# ピアノ協奏曲第2番 (シャルヴェンカ)
ピアノ協奏曲第2番 ハ短調 作品56は、フランツ・クサヴァー・シャルヴェンカが作曲したピアノ協奏曲。初演は1880年12月12日、ウィーンにおいて作曲者の独奏によって行われた。

## 背景
1868年から母校であるテオドール・クラクの音楽院の教員となっていたシャルヴェンカは、1869年にピアニストとしてデビューを果たす。さらに同年に発表した「ポーランド舞曲 Op.3」の第1曲は100万部を超す大ヒットを記録し、順調にキャリアを積み上げていた。1877年にかねてから取り組んでいた「ピアノ協奏曲第1番」を完成、曲を献呈したフランツ・リストからも好意的な評価を貰うなど、彼は音楽家としてますます存在感を増しつつあった。
シャルヴェンカが2作目となるピアノ協奏曲を完成したのは、「ピアノ協奏曲第1番」から3年後となる1880年のことであった。「第1番」は、幻想曲として着想した楽曲に手直しを施して協奏曲に仕立て上げた作品であり、非常に独特の形式を称賛されていた。しかし、彼は「第2番」では古典的な協奏的ソナタ形式を採用しており、語法的には当時の時代用様式に沿っていながらも、形式的にはフンメルやショパンらの時代に後退したかに見える。これは賛否の的となったが、聴衆からの評判はよく、またこの曲は同時代のピアニストによく取り上げられていた。シャルヴェンカ自身も初演の翌年6月、ドイツのマクデブルクで再演している。

## 楽器編成
ピアノ独奏、フルート2、オーボエ2、クラリネット2、ファゴット2、ホルン4、トランペット2、トロンボーン3、ティンパニ、弦五部

## 演奏時間
約40分

## 楽曲構成
第1楽章 アレグロ ハ短調 4/4拍子
定法通りに管弦楽によるハ短調の第1主題及び副次主題の提示から始まり、ピアノに受け継がれて第1主題および叙情的な第2主題を提示すると短いカデンツァが入る。両方の主題を扱う規模の大きな展開部が終わると、第1主題がハ短調、第2主題はハ長調で再現される。その後、両方の主題を扱ったカデンツァが置かれ、これが終わると簡潔なコーダが続いて完結に締めくくる。ピアノパートは高速のパッセージや、3度、6度、オクターブの重音を盛り込んでシャルヴェンカの演奏技術を示すが、華美にならないよう配慮がなされている。
第2楽章 アダージョ 変イ長調 3/4=9/8拍子
弦楽器の導入に続いてピアノが変イ長調の主題を出す冒頭は、ショパンの協奏曲を思わせるものである。楽章中多くの部分においてピアノが緩やかな伴奏音形の上に旋律を奏し、叙情的に盛り上がりを見せる。終盤やや翳りを感じさせるが、最終的には変イ長調のピアニッシッシモ（ppp）で静かに終わる。
第3楽章 アレグロ・ノン・トロッポ ハ短調 2/4拍子
おおよそロンド形式に沿っている。東ヨーロッパ風の、もしくはわずかにイディッシュ風の趣をみせる、舞曲的な音楽。オーケストラの導入に続き、ピアノが両手のユニゾンでトリルが特徴的な主題を奏でる。ピアノの技巧を凝らして展開していき、第1楽章の第1主題をハ長調で堂々と再現して歓喜の中に全曲を閉じる。